# Cultura de Turquía
La cultura en Turquía inició una marcada transición desde la cultura islámica, durante el periodo del Imperio otomano, hacia la cultura occidental a partir de las transformaciones impulsadas por Kemal Atatürk.
La occidentalización de las costumbres de la población se hace evidente especialmente en las grandes ciudades como Estambul y Ankara. Si bien la mayoría de la población profesa la fe del Islam, esta se considera "moderada", en referencia a otras poblaciones de mayoría musulmana.
La mayor parte de la población se considera a sí misma como euroasiática. La diáspora de ciudadanos turcos en Europa, ha contribuido a extender la cultura de Turquía a través de ese continente. Esta tendencia es principalmente marcada en Alemania donde habitan casi 3 millones de turcos, algunos de los cuales se han abierto un espacio destacado en la cultura de dicho país. Tal es el caso del cineasta Fatih Akin. También es famoso en el continente y en varias partes del mundo el intérprete de música popTarkan.

## Folclore turco

### Música tradicional
La variopinta música folclórica turca, procedente de las Estepa euroasiática—origen geográfico del pueblo turco—, contrasta con la refinada música turca clásica de la Corte o con la música militar en su más profundidad. En cuanto a tradiciones musicales se refiere, la música popular turca es variada y de una riqueza cultural notable, quizás debido a la dispersión geográfica—y por ende, una asombrosa asimilación cultural— de este pueblo en el curso de la historia. Hasta hace poco, la música folclórica no fue registrada, y de este modo las tradiciones han sido conservadas a lo largo de la historia por los aşıklar (trovadores), que de pueblo en pueblo mantenían viva la memoria musical de este pueblo. Alejada del registro musical de la música tradicional turca se encuentra la música otomana militar, interpretada en las campañas del ejército otomano allá donde combatió y que hoy en día puede ser escuchada gracias al Mehter takımı (banda jenízara) en ciudades de Turquía como Estambul. Ésta tiene su origen asimismo en Asia Central, y se utilizan para su interpretación timbales, clarinetes, címbalos y platillos así como campanas. El sonido inolvidable que domina la música mística de los Derviches Giróvagos o Mevleviler es la flauta de caña o ney, y puede ser oído en Konya durante el festival en honor al famoso místico sufí Mevlana (siglo XIII) en diciembre.

### Danzas tradicionales
Cada región de Turquía posee su propio baile y traje tradicionales, los más conocidos son: 

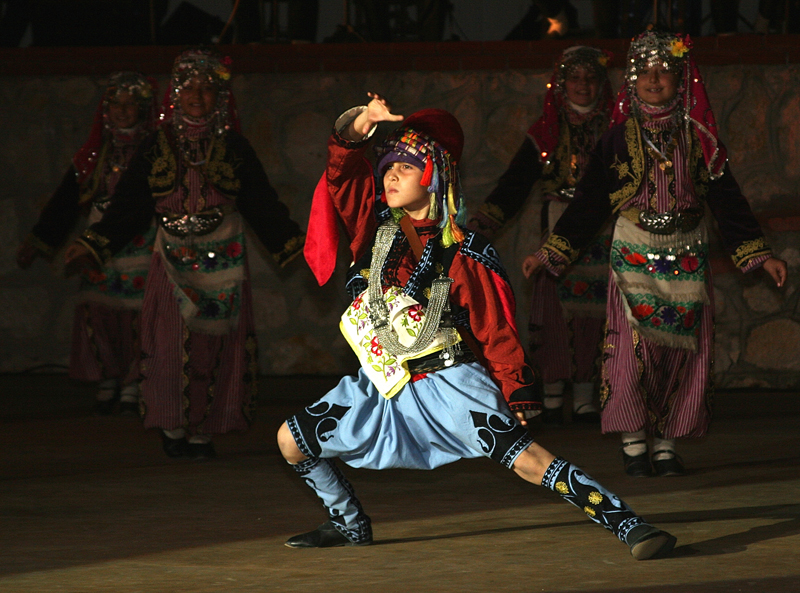
Un niño bailando Zeybek.

Horon. Este baile del Mar Negro es efectuado normalmente por hombres, vestidos de negro con adornos de plata. Los bailarines unidos entre sí acompasan golpes de armas y ritmos veloces con los pies a las vibraciones del kemençe (una especie de violín arcaico).
Kaşık Oyunu. La Danza de la Cuchara es interpretada desde Konya a Silifke y consiste en bailarines —hombres y mujeres— vistosamente adornados que acompañan el ritmo de baile con un par de cucharas de madera en cada mano, con un sonido parecido al de las castañuelas.
Kılıç Kalkan. El Baile de Escudo y la Espada de Bursa representa la conquista otomana de esta ciudad, la cual fue la primera capital de lo que llegó a ser el Imperio otomano. Es ejecutado tan solo por hombres, vestidos con trajes militares de campaña otomanos, quienes bailan, sin música, al ritmo del sonido de espadas y escudos que suenan chocados entre sí.
Zeybek. En este baile del Egeo turco, los bailarines con atuendos vistosos, denominados efe, simbolizan el coraje y el heroísmo.

### Personajes populares
Varios personajes poseen un peso específico en la historia del folclore turco. Algunos de ellos son verdaderas instituciones dentro del costumbrismo turco.
Nasrettin Hoca. Un mordaz y culto personaje del siglo XIII originario de Akşehir. Sus agudos y sagaces dichos, sus ocurrencias son conocidas en toda Turquía y forma parte intrínseca de la cultura turca.
Karagöz y Hacivat. Otro mordaz personaje, se dice que vivió en Bursa en el siglo XIV y es hoy en día inmortalizado como una marioneta en un teatro de sombras. Karagöz es un hombre humilde, que usa su ingenio para imponerse a su mejor amigo, el pomposo (persona que tiene mucho glúteo) Hacivat. Las marionetas son elaboradas con piel translúcida de animal, vivamente pintadas, y son proyectadas en una pantalla blanca.
Yunus Emre. La obra de este filósofo y poeta del siglo XIII es uno de los tesoros nacionales de Turquía. Su tema básico era el amor universal, la amistad, la fraternidad y la Justicia divina. Su escritura sincera y pura proporciona profundos sentimientos a sus lectores y aunque haya vivido hace más de 700 años su obra es aún hoy en día de una temática muy actual.
Köroğlu. Poeta popular del siglo XV, fue un modelo a imitar para sus coetáneos así como un héroe de su tiempo. Sus aventuras han sido narradas durante siglos con el mismo vigor y quizás ahora con más interés que nunca. Köroğlu fue una de las primeras personas que promovió el ideal de la ayuda incondicional para con el pobre y el oprimido.

## Religión
Turquía es oficialmente un país secular. No obstante, la inmensa mayoría de la población turca (un 95 %) profesa la religión musulmana.

## Cine
La actividad cinematográfica en sí no comienza en Turquía hasta finales de la década de 1940. Con anterioridad se habían realizado noticiarios por mediación del ejército en la década de 1910. El primer largometraje fue obra de Sedat Simavi ("La garra", 1917). Desde 1920 a 1939, año de la aparición de Faruk Kenç y Şadan Kâmil, la totalidad del cine turco es realizado por Muhsin Ertuğrul que además en 1953 realizó la primera película en color ("La tejedora").
En 1949 surge la "generación de cineastas", con Lütfi Ömer Akad como figura más destacada, que empiezan a declinar la balanza de las artes escénicas hacía el mundo del cine que hasta entonces estaba sometido a las reglas del teatro. Son también de esta generación Atıf Yılmaz, Metin Erksan, Osman F. Seden y Memduh Ün. En este periodo se produjo una mejora técnica y lingüística. La película más importante de esta época es "Kanun namina" ("En nombre de la ley") de Ömer Akad en 1952. Cahide Sonku fue la primera mujer en rodar una película, en 1950, además de tener su propia productora.
En los años sesenta surge el denominado "cine de Yesilçam", barrio estambulita donde se instalaron los productores de cine. Se trató de un cine comercial que se basó en el star-system. Los géneros más tratados fueron las comedias sentimentales estereotipadas, los melodramas y las arabescas. Halit Refiğ y Erksan tocaran otros temas que los hizo enfrentarse a una censura que cada vez se hizo más omnipresente. Metin Erksan consiguió con "El árido verano" el Oso de Oro de Berlín en 1964 y el premio a mejor director con "El pozo" en el Festival Internacional de Cine de Adana.
Ante el "cine de Yesilçam", cuyo apogeo se encuentra entre 1966 y 1972, surge una corriente que instaura el "Cine Nacional" que, siguiendo el ejemplo del escritor Kemal Tahir, se compromete a realizar películas de una identidad turca. El precursor de dicha corriente, a la que se sumaran Refiğ, Erksan y Ömer Akad; fue Yücel Çakmaklı. También destacaron Mesut Uçakan y Mehmet Tanrısever.
En la década de 1970 aparecieron en escena Erden Kiral y Ömer Kavur. El primero realiza un cine realista basado en la sociedad rural (En tierras fértiles, 1979) y el segundo concede más atención a los problemas de las ciudades (Los muchachos de Estambul, 1979). Se trata de un cine más comprometido con los problemas políticos en el que destaca Umut (1970) de Yılmaz Güney. que más tarde sería encarcelado por rebelde. Sin embargo este tipo de cine solo se trata de una pequeña porción de la producción. En esta década también se rodó una gran cantidad de cine erótico.
En los ochenta destaca la película codirigida con Şerif Gören Yol (1982), prohibida en la propia Turquía hasta 1999 y ganadora de la Palma de Oro en el Festival de Cannes, y Duvar (1983).
En esta década los temas de la urbe reemplazaron a los temas rurales reflejando las transformación del país que también se aprecia en la aparición de directoras (Mahinur Ergun, Nisan Akman, Tomris Giritlioğlu). Otra temática recurrente será la de los emigrantes turcos a Alemania, que aunque se venía tratando desde los años sesenta, se ahondó en su complejidad: Racismo, soledad, aculturación, etc. Destacan sobre esta temática la obra de Tevfik Başer. Otros directores destacados de la época son: Başar Sabuncu, Ali Özgentürk, Zülfü Livaneli y Orhan Oğuz.
A principios de la década desapareció el "cine de Yesilçam" y la producción cinematográfica descendió enormemente debido a la proliferación de canales televisivos y de Hollywood. Por este motivo se realizó cine independiente que además de confirmar la temática (la vida de los turcos y la vida en Turquía), también trató asuntos polémicos como la cuestión kurda (Viaje al Sol, 1999, de Yeşim Ustaoğlu). Los principales directores de esta época son Zeki Demirkubuz, Serdar Akar, Derviş Zaim o Kutluğ Ataman entre otros.
Con la entrada del nuevo siglo la producción logra mantenerse en unas veinte películas anuales. Aunque el mercado está dominado por Hollywood unas cuantas películas dirigidas exclusivamente al público turco logró rivalizar a las superproducciones americanas en taquilla. Entre esta destaca "O Şimdi Asker" ("Está en el ejército" (2003) de Mustafa Altıoklar, "G.O.R.A." (2004) de Ömer Faruk Sorak, "Kurtlar Vadisi - Irak" ("Valle de los lobos: Irak") de 2006 dirigida por Serdar Akar, las películas "Vizontele" y "Vizontele Tuuba" (2001 y 2004, respectivamente) de Yılmaz Erdoğan y el musical de Ezel Akay "Neredesin Firuze" de 2004. Akay también rodó en 2006 "Hacivat Karagöz neden öldürüldü?" ambientada en el imperio otomano del siglo XIV.
También a inicios del siglo XXI las películas de autor consiguieron una buena crítica y premios en los distintos festivales internacionales de cine:Tayfun Pirselimoğlu con "Hiçbiryerde" (2002) consiguió premios en Montpellier y Montreal, Derviş Zaim fue Premio UNESCO en Venecia 2003 con "Çamur ", Y. Ustaoğlu con "Bulutları Beklerken" ("Esperando las nubes") de 2003 ganó en Haifa, Sundance y fue nominado en Montreal, Demirkubuz ("Yazgi" e "Itiraf", ambas de 2001), etc.
Entre los cineastas e intérpretes turcos emigrados o nacidos en el extranjero destacan Ferzan Özpetek y Fatih Akın y Anno Saul, estos dos últimos nacidos en Alemania, pero que los espectadores turcos le han prestado el mismo interés que a los patrios por verse reflejados en la temática de las películas dirigidas.

## Literatura
La literatura turca es aquella desarrollada en Turquía o en los antiguos territorios del Imperio otomano, en este caso escrita en el idioma predecesor del turco actual, el turco otomano (osmanlı türkçesi). El turco actual pertenece a la familia lingüística de las lenguas túrquicas, cuya área geográfica se extiende desde el occidente de China hasta los Balcanes. Los primeros testimonios escritos de esta lengua aparecen en el interior de Asia Central. 
La historia de la literatura turca se puede dividir en tres períodos, que reflejan asimismo la historia de la civilización turca: 
| Literatura turca: Periodos                                          |
| ------------------------------------------------------------------- |
| I Literatura turca previa a la adopción del Islam                   |
| II Literatura turca tras la adopción del Islam                      |
| III Literatura turca bajo la influencia de la literatura occidental |

- I Literatura turca previa a la adopción del Islam

La literatura turca en sus orígenes era en su mayor parte de tradición oral. Los ejemplos de escritura turca más antiguos se han encontrado en monumentos que datan de finales del siglo VII y principios del siglo VIII, las denominadas inscripciones Orkhon.
- II Literatura turca tras la adopción del Islam

Las migraciones turcas a Anatolia como consecuencia de la victoria sobre los bizantinos en Malazgirt (1071), la constitución de varios beyliks anatolios, la adopción del Islam y la futura fundación de los Imperios selyúcida y otomano influyen en la literatura turca, que se desarrolla a lo largo de dos líneas distintas: la literatura Diván o literatura turca clásica que se inspira en el árabe y el persa (empleo de formas literarias persas, como mesnevi, qasida, gazal, etc.), y la literatura costumbrista turca, la cual todavía permanece profundamente arraigada en las tradiciones de Asia Central. Yunus Emre es un exponente de ello.
- III Literatura turca bajo la influencia de la literatura occidental

Los cambios sociales, económicos y políticos de los últimos años del Imperio otomano se reflejaron en la literatura del momento y la búsqueda del cambio continuó hasta la proclamación de la República. La característica distintiva de la época en cuanto a la literatura se refiere fue una mayor preocupación acerca del contenido intelectual en detrimento de los valores estéticos o la perfección del estilo. La última etapa de la literatura, que es conocida como literatura turca del período republicano, estuvo influenciada por las siguientes escuelas literarias tras el abandono de los estilos literarios Diván: Tanzimat (Reformas), Servet-i Fünun (Patrimonio científico), Fecr-i Ati (Albor de una nueva era) y Ulusal Edebiyat (Literatura Nacional). Ömer Seyfettin, Nazım Hikmet o, en los últimos tiempos, el conocido escritor Orhan Pamuk (Premio Nobel de Literatura 2006), son algunos de los más renombrados autores de este periodo.